# Orden der afrikanischen Befreiung

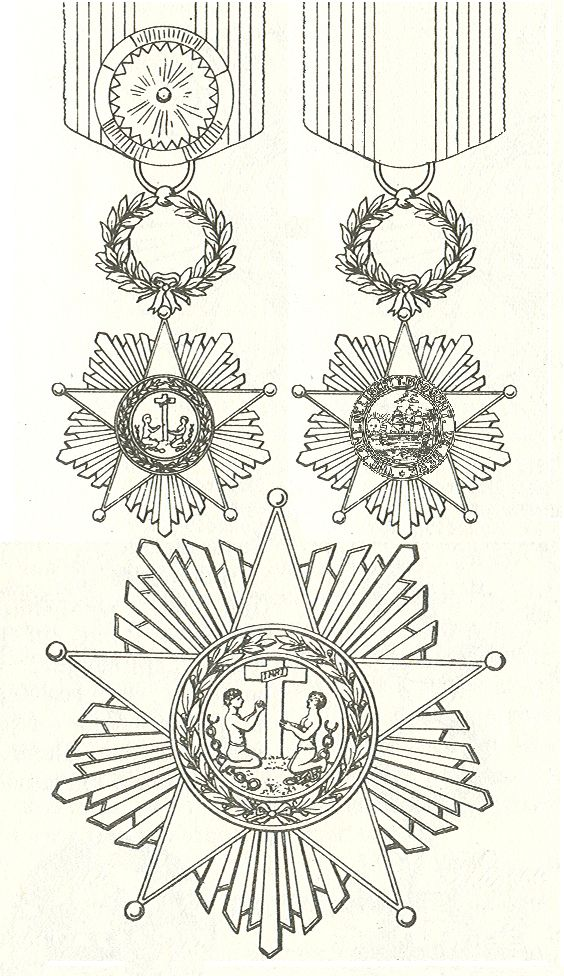
Offizierskreuz und Bruststern

Der Orden der afrikanischen Befreiung wurde am 18. Januar 1879 durch den liberianischen Senat beschlossen. 
Er wurde unter dem Namen "liberianischer Humanitätsorden der afrikanischen Befreiung" eingerichtet. Zweck war "Die Herrlichkeit und Güte Gottes durch alle gerechten Mittel und Gesetze zur Sittenverbesserung der afrikanischen Völker zu verkünden, welche unter der Regierung der Republik Liberia stehen oder sich in benachbarte Orte oder Landschaften befinden.

## Ordensklassen
Der Orden gliedert sich in drei Klassen:
- Großkreuz
- Ritter-Kommandeurkreuz
- Offizierskreuz

## Ordensdekoration
Ein fünfspitziger weiß emaillierter goldgefasster Stern ist an den Spitzen mit kleinen goldenen Kugeln besetzt und hat in den Winkeln hervorbrechende goldene Strahlen. Ein mittig rundes Mittelschild ist von einem grün emaillierten Lorbeerkranz umgeben und zeigt ein Kreuz von Holzfarbe vor dem ein Mann auf der einen Seite und eine Frau auf der anderen knien. An beiden tragen zerbrochene Ketten an den Füssen. Die Rückseite ist vom Staatswappen geschmückt. Ein goldgefasster blau emaillierter Reif umgibt hier das Mittelschild. In diesem die Ordensdevise in goldenen Buchstaben THE LOVE OF LIBERTY BROUGHT US HERE. An der nach oben zeigenden Sternspitze ist ein grün emaillierter Lorbeerkranz mit Trageöse.

## Trageweise
Getragen wurde das Großkreuz an einer Schärpe von der rechten Schulter zur linken Hüfte sowie mit einem Bruststern auf der linken Brustseite. Dieser Bruststern ist dem Ordenszeichen gleich, jedoch doppelt so groß und ohne grünen Lorbeerkranz mit dem Bandring. Die II. Klasse dekorierte die Auszeichnung als Halsorden und das Offizierskreuz wurde am Band auf der linken Brustseite getragen.
Das Ordensband zeigt die Nationalfarben Liberias. Die Mitte ist in rot und an den Bandseiten befinden sich drei weiße und zwei rote Streifen an beiden Seiten. Der Rand ist türkisch-blau.